# Bernhard Wirtgen
Bernhard Wirtgen (* 23. September 1911 in Dessau; † 30. Januar 1974 in Stade) war ein deutscher Historiker und Archivar.

## Leben
Wirtgens Eltern waren der Kaufmann Ernst Wirtgen und dessen Ehefrau Eva, geb. von Basedow. 1930 legte Bernhard Wirtgen das Abitur am Friedrichs-Gymnasium in Dessau ab, anschließend studierte er Geschichte, Germanistik und Kunstgeschichte an den Universitäten Leipzig, München und Berlin. 1936 wurde er promoviert, 1938 legte er das Staatsexamen ab.
Am Ende des Zweiten Weltkriegs floh Wirtgen nach Stade, wo er 1947 die Leitung des städtischen Archivs übernahm. 1954 wurde Wirtgen zum Archivrat, 1965 dann zum Oberrat ernannt. Er war Mitglied der Historischen Kommission für Niedersachsen und des Stader Geschichtsvereins. In seinen Publikationen beschäftigte sich Wirtgen in erster Linie mit der Geschichte Stades und seiner Umgebung. 
Bernhard Wirtgen war mit Marianne Krause aus Frankfurt / Oder verheiratet. Er starb an den Folgen einer Krebserkrankung.

## Veröffentlichungen (Auswahl)
- Die Handschriften des Klosters St. Peter und Paul zu Erfurt bis zum Ende des 13. Jahrhunderts. Harrassowitz, Leipzig 1936 (Zugleich Berlin, phil. Diss.).
- mit Wilhelm Schneemelcher: Katalog der Stader Predigerbibliothek. 4 Lieferungen, Stade 1951–1953.
- mit Carl Friedrich Hansen und Hans Stieghorst: 400 Jahre Malerinnung Stade. Festschrift zur Jubiläumsfeier der Malerinnung Stade 1551–1951. Verlag Allgemeine Malerzeitung, Hamburg-Volksdorf 1951.
- Die Weinhandlung J. F. Wehber & Sohn in Stade und ihre Besitzer. In: Stader Jahrbuch. Bd. 41 (1951), S. 25–41.
- Stader Hand- und Reisebüchlein. Heimberg, Stade 1952.
- Das Rathaus in Stade und seine Baugeschichte. In: Stader Jahrbuch. Bd. 44 (1954), S. 143–169.
- mit Martin Boyken (Hrsg.): Festschrift für Hans Wohltmann zur Vollendung des 70. Lebensjahres am 8. Dezember 1954. Geschichts- und Heimatverein Stade, Stade 1954 (Stader Jahrbuch; 1954) (Stader Archiv, N.F. 44; 1954).
- Die Stader Strassen, Plätze, Brücken und Bastionen, ihre Namen und ihre Benennung. Pockwitz, Stade 1959.
- Die Königlich-Schwedische privilegierte Buchdruckerei in Stade: Elias Holwein und seine Nachfolger von 1651 bis 1848. In: Stader Jahrbuch. Bd. 49 (1959), S. 51–94.
- Dreihundert Jahre Stader Buchdruck. Hansa-Druckerei Stelzer, Stade 1960.
- mit Hans Wohltmann und Carl-Wilhelm Clasen: Die Kunstdenkmale der Stadt Stade Beck, München 1960 (Die Kunstdenkmale des Landes Niedersachsen).
- 125 Jahre Stadtsparkasse Stade, 1836–1961. Aus dem Stader Wirtschaftsleben des 19. Jahrhunderts, Stadtsparkasse Stade, Stade 1961 (Schriftenreihe von der Stadt-Sparkasse Stade).
- Die Achtmänner, Bürgerrepräsentanten und Bürgervorsteher der Stadt Stade im 19. Jahrhundert. In: Stader Jahrbuch. Bd. 52 (1962), S. 21–33.
- Die mittelalterlichen Spitäler in der Stadt Stade. In: Richard Drögereit (Hrsg.): Erlebtes, Erzähltes, Erforschtes : Festgabe für Hans Wohltmann zur Vollendung des 80. Lebensjahres am 8. Dezember 1964. Stader Geschichts- und Heimatverein, Stade 1964 (Einzelschriften des Stader Geschichts- und Heimatvereins; 1964), S. 218–238.
- Ein Inventarverzeichnis des Stader Rathauses aus dem Jahre 1687. In: Stader Jahrbuch. Bd. 57 (1967), S. 17–28.
- Das Stader Rathaus. Hansa-Druck, Stade 1968.
- Einhundert Jahre Ludwig Bockelmann & Sohn Stade. Stelzer, Stade 1968.
- Deine Garnison Stade. Merkur-Verlag, Baden-Baden 1969.
- Blick auf Stade: Ansichten und Pläne aus sieben Jahrhunderten; aus dem Nachlass überarbeitet von Jürgen Bohmbach. Selzer, Stade 1974.